# Glaubicz
Glaubicz (Carpio, Glajbicz, Glaubitz, Glubos, Gluboz, Gloubus, Glawbz, Karp) – herb szlachecki.

## Opis herbu
W polu błękitnym złota ryba, w klejnocie pięć piór strusich.

## Najwcześniejsze wzmianki
Herb pochodzenia niemieckiego, wizerunek pieczętny z 1326 roku, zapis z 1451.

## Herbowni
Bracławski, Garwoliński, Glaubicz, Glaubsowicz, Głowbicz, Godfryd, Goniewski, Gostkowski, Menstwiłł, Mudrejko, Okuniewski, Pianocki, Pianowski, Płonczyk, Płonczyński, Przecławski, Przełaski, Przeborowski, Przuławski, Przybiński, Rokassowski, Rokosowski, Rokossowski, Rokoszowski, Rokoszewski, Sabinek, Sabinka, Sabiński, Sawin, Wyszegrodzki.